# ATV (Hongaarse televisiezender)

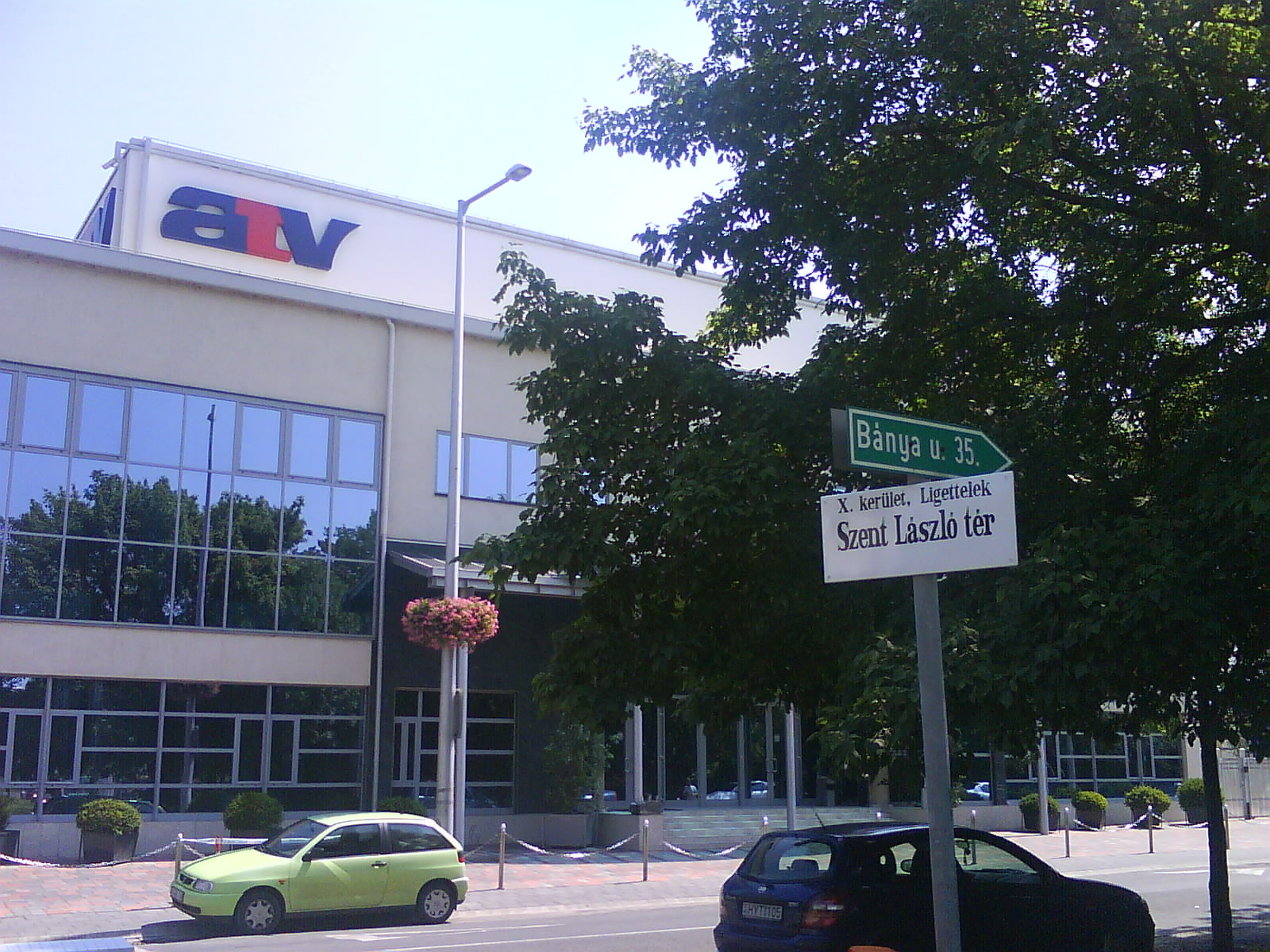
ATV

ATV, eerder bekend als Magyar ATV, is de eerste private televisiezender van Hongarije. Het kanaal begon haar uitzendingen in 1990. Het bedrijf is in eigendom van verschillende bedrijven die gelieerd zijn aan de Pinksterbeweging in Hongarije (HIT Gyülekezet).

## Programmering
ATV zendt veel nieuws- en achtergrond programma's uit en richt zich daarnaast op licht amusement en films. Verder besteedt de zender veel tijd aan talkshows en inbelprogramma's waar kijkers hun mening kunnen geven over de actualiteit.

## Geschiedenis
ATV begon direct na de omwentelingen in Hongarije onder de naam Agro TV. De zender werd via de ether verspreid in een straal van 50 kilometer rond Boedapest. In 2000 begon ATV uit te zenden via de satelliet. In 2003 kwam de zender in handen van een consortium van bedrijven vanuit de Hongaarse Pinksterbeweging. In 2010 begon de zender met het uitzenden in HD formaat.
Tegenwoordig is ATV de vijfde zender van Hongarije en wordt het naast de publieke omroepen MTV en DUNA TV beschouwd als derde nieuwsbron op televisie.